# Wasserhaus (Esslingen)

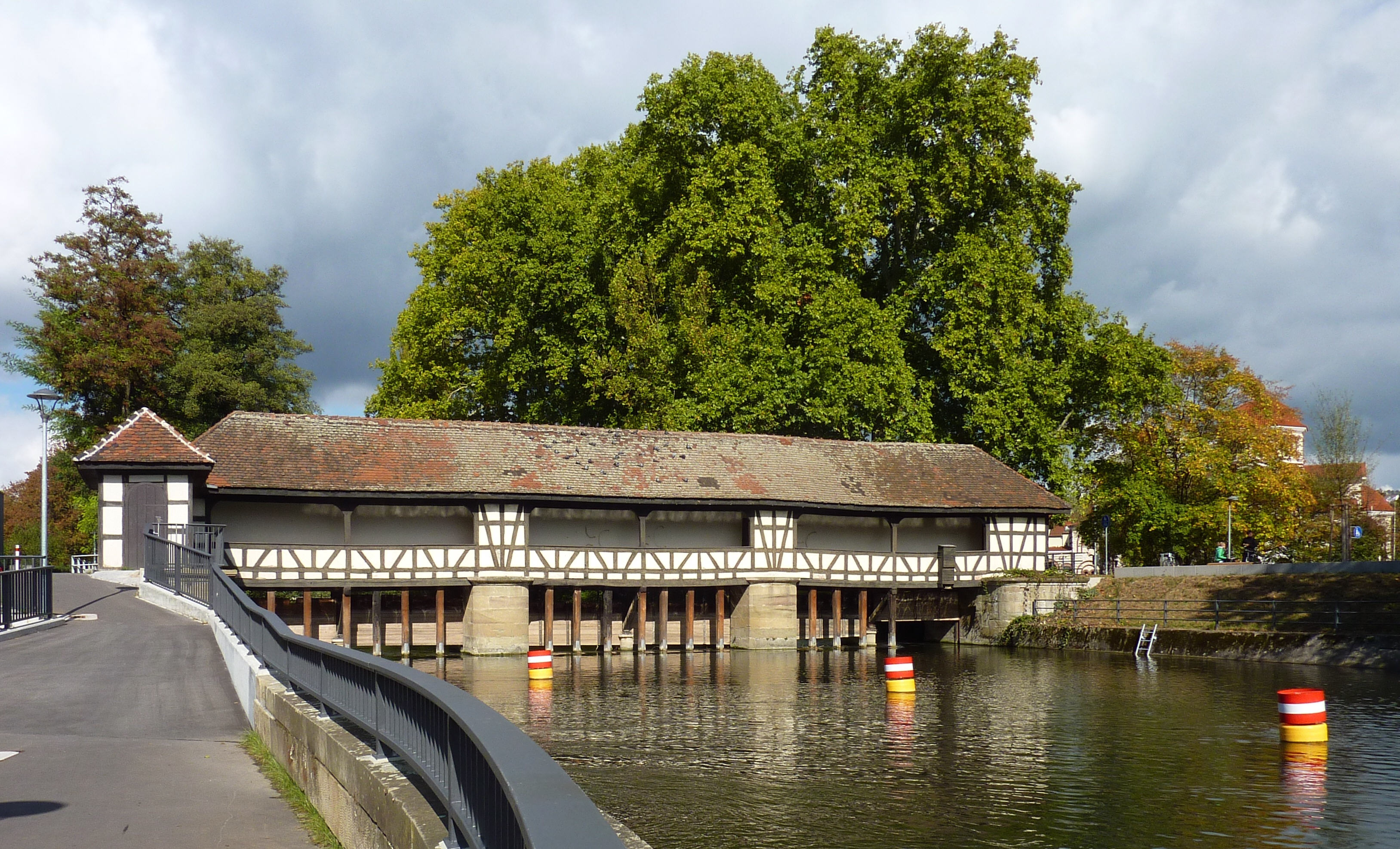
Wasserhaus in Esslingen

Das Wasserhaus ist ein Stauwehr in Esslingen am Neckar.

## Geschichte
Das Wasserhaus wurde 1823 von Karl Friedrich von Duttenhofer (1801–1871) geplant und ein Jahr später anstelle eines Eisrechens erbaut. 1954 wurden die Rechenpfosten großenteils erneuert, 1965 erhielt das Bauwerk eine Sohlplatte aus Beton, in den Jahren 2003/04 wurden die Holzstützen des Fundaments instand gesetzt. Das Wehr am oberen Ende des Hammerkanals besitzt vier aus Sandstein gemauerte Pfeiler und drei Wehrfelder mit je zwei hölzernen Schützen. Auf den Pfeilern ruht ein Sichtfachwerkbau mit Walmdach, der als öffentlicher Fußgängersteg über den Kanal dient.
Der Hammerkanal zweigt beim Wasserhaus vom Hauptarm des Neckars in nordwestlicher Richtung ab und teilt sich an der ehemaligen Oberen Mühle (Kanalstraße 16) in den Rossneckarkanal und den Wehrneckarkanal auf. Der Rossneckarkanal teilt sich nochmals in zwei Triebwerkskanäle und mündet dann mit beiden Armen auf der Höhe der Agnesbrücke wieder in den Wehrneckarkanal ein. Von diesem zweigt auf Höhe der Schelztorsporthalle der Schelzwasenkanal ab und beim Bäckermühlenwehr teilt sich der Rossneckar nochmals. Die Kanalarme treffen nördlich der Schelztorstraße 42 wieder zusammen. Im Westen der Stadt mündet dieser Stadtneckar wieder in den von der Schifffahrt genutzten Hauptarm des Neckars ein. Die Stadtneckarkanäle, an deren Beginn das Wasserhaus steht, wurden im 19. Jahrhundert ausgebaut. Bis in die 1870er oder 1880er Jahre war die Wasserkraft ein wichtiges Antriebsmittel, dann wurde sie von der Dampfkraft abgelöst. Die Kanäle und die zugehörigen Bauwerke dokumentieren einen Abschnitt der Industrialisierung in Esslingen.